# Kathryn Grayson

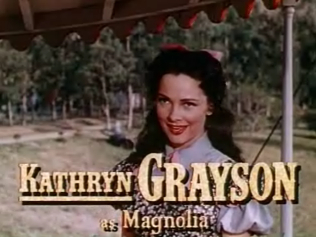

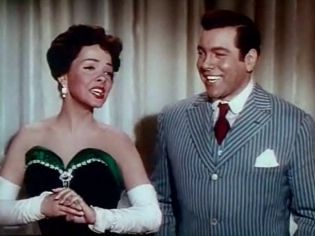

Kathryn Grayson, nacida Zelma Kathryn Elisabeth Hedrick (Winston-Salem, Carolina del Norte; 9 de febrero de 1922-Los Ángeles, 17 de febrero de 2010) fue una actriz y soprano de coloratura estadounidense.
Desde los doce años, Grayson se formó como cantante de ópera. Tenía un contrato con Metro-Goldwyn-Mayer a principios de la década de 1940 y pronto estableció una carrera principalmente a través de su trabajo en musicales. Después de varios papeles secundarios, fue actriz principal en películas como Thousands Cheer (1943), Levando anclas (1945) con Frank Sinatra y Gene Kelly, Show Boat (1951) y Kiss Me Kate (1953), ambas con Howard Keel.
Cuando la producción musical cinematográfica declinó, trabajó en teatro y apareció en Camelot (1962-1964). Más tarde actuó en varias óperas, incluyendo La bohème, Madama Butterfly, Orpheus in the Underworld y La traviata.

## Infancia
Zelma Kathryn Elisabeth Hedrick nació el 9 de febrero de 1922 en Winston-Salem, Carolina del Norte, una de los cuatro hijos de Charles Hedrick, un contratista de obras y agente inmobiliario, y Lillian Hedrick (de soltera Grayson 1897–1955).
La familia Hedrick luego se mudó a Kirkwood, Misuri, en las afueras de San Luis, donde un conserje descubrió a Grayson cantando en el escenario vacío de la Ópera Municipal de San Luis, y le presentó a Frances Marshall de la Opera lírica de Chicago, quien le dio las lecciones de canto a la niña de doce años. La hermana de Grayson, Frances Raeburn (nacida Mildred Hedrick) también fue actriz y cantante, y apareció junto a ella en la película Seven Sweethearts. Tenía dos hermanos, Clarence "Bud" E. Hedrick, y Harold. La familia se mudó a California cuando Grayson tenía 15 años.

## Carrera cinematográfica

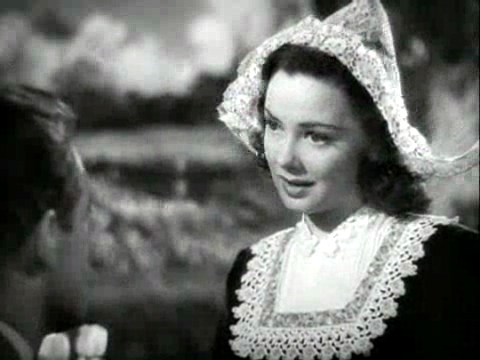
Grayson interpretando a Billie Van Maaster en Las Siete Novias.

En 1940, un buscador de talentos de MGM vio a Grayson actuando en un festival de música. MGM esperaba encontrar un reemplazo para Deanna Durbin, quien dejó el estudio por Universal Pictures.  Durante los siguientes 18 meses, Grayson pasó por lecciones de canto, entrenamiento dramático, dicción, dietas y ejercicio. Luego de un año, tuvo su primera prueba de pantalla. Sin embargo, los ejecutivos del estudio no quedaron satisfechos, y ella pasó por otros seis meses de lecciones hasta que hizo su primera aparición cinematográfica en Andy Hardy's Private Secretary de 1941 como la secretaria del personaje Kathryn Land. En la película participa en tres números musicales.
Se planearon dos películas más para Grayson en 1941, White House Girl, que más tarde se hizo en 1948 con Durbin; y Very Warm for May, del musical de Jerome Kern y Oscar Hammerstein del mismo nombre. La película finalmente se hizo en 1944 como Broadway Rhythm.
Apareció en tres películas en 1942: The Vanishing Virginian, Rio Rita y Seven Sweethearts. En la primera, Grayson interpreta a la hija adolescente, Rebecca, de la excéntrica familia Yancey de Lynchburg, Virginia. Ambientada en 1913, la película se basó en la propia familia de Rebecca Yancey Williams.
Grayson coprotagonizó Rio Rita con Abbott y Costello. Interpretó al personaje principal, Rita Winslow. La película originalmente estaba destinada a ser una adaptación del musical de Broadway de 1927; sin embargo, solo se conservaron dos canciones para la película, la canción principal y "The Ranger Song", que fue interpretada por Grayson.
Coprotagonizada por Van Heflin, Seven Sweethearts, Grayson participó como la menor de siete hijas de Holland, Míchigan, quien es contratada por el reportero-fotógrafo Heflin para servir como modelo y secretaria mientras cubre el festival de tulipanes de la ciudad, y de quien se enamora.
En 1943, Grayson apareció en la película Thousands Cheer (originalmente titulada Private Miss Jones), junto con Gene Kelly, Mickey Rooney, Eleanor Powell, June Allyson y otros. La película fue concebida como un refuerzo moral para las tropas estadounidenses y sus familias. Grayson interpretó a la hija cantante de un comandante del ejército.
Se anunció en 1942 que Grayson aparecería en An American Symphony con Judy Garland. Garland fue reemplazada por June Allyson, y la película fue retitulada como Two Sisters from Boston y estrenada en 1946.
Grayson no apareció en ninguna película durante casi dos años (de 1943 a 1945), sino que trabajó entreteniendo a las tropas durante la guerra y actuando en programas de radio. En particular, se informa que ella solo actuaría bajo la condición de que la audiencia estuviera integrada, ya que las tropas estaban segregadas en ese momento.
Regresó al cine en Anchors Aweigh, una comedia romántica musical ambientada en Los Ángeles y coprotagonizada por Kelly y Frank Sinatra. Fue la quinta película más taquillera de 1945, ganando más de $ 4.779 millones.
Esto fue seguido por Two Sisters from Boston y apariciones especiales en Ziegfeld Follies y Till the Clouds Roll By. Su actuación en Till the Clouds Roll By incluyó "Make Believe" en una versión cápsula del musical Show Boat, que sería rehecha cinco años después, con Grayson en el papel protagónico.
MGM volvió a emparejar a Grayson y Sinatra para dos películas en 1947 y 1948, Sucedió en Brooklyn y The Kissing Bandit. Ambas películas tuvieron un mal desempeño en taquilla y el público pensó que las tramas eran absurdas. Después de estos reveses se asoció con el tenor Mario Lanza en That Midnight Kiss en 1949.
Su declive comenzó a mediados de los años cincuenta con una biografía de la soprano Grace Moore, So this is Love y The Desert Song.
Se retiró y reapareció esporádicamente en televisión y en teatro en una gira de Camelot (1962-64) reemplazando a Julie Andrews. También intervino en algunos capítulos de Se ha escrito un crimen con Angela Lansbury y como anfitriona en Érase una vez en Hollywood.
Debutó en teatro en 1961 cantando La viuda alegre y Naughty Marietta. Durante la década del 60 cumplió su sueño de cantar en escenarios líricos de teatros regionales donde interpretó La Bohème, La Traviata y Orfeo en los infiernos.
Estuvo brevemente prometida con Howard Hughes. Se casó con John Shelton (1940-46) y luego con el cantante Johnnie Johnston (1947-51), con quien tuvo su única hija (Patricia) en 1948.